# Censo (contratto)

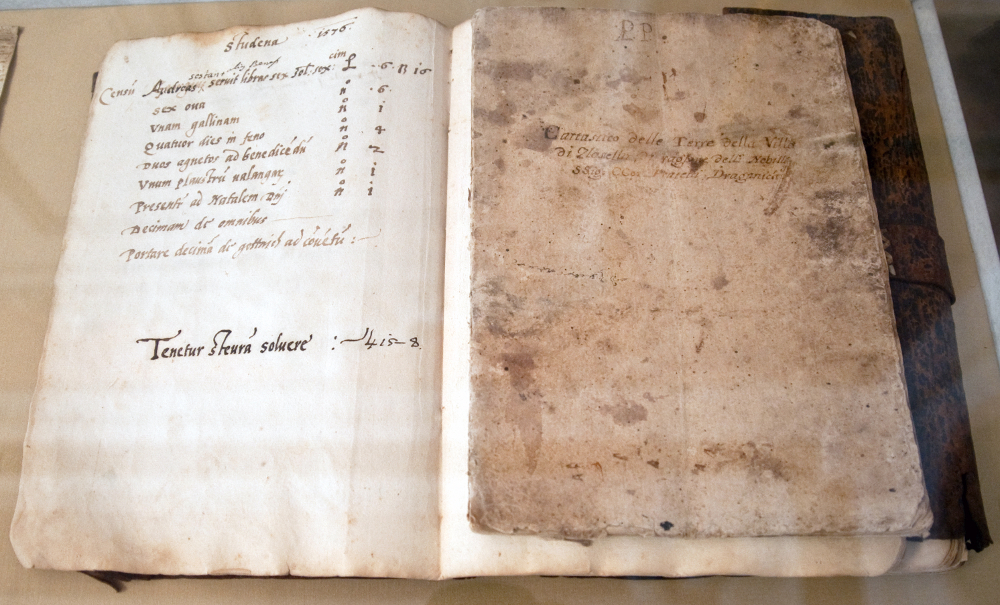
Livre terrier (libro dei censi) di Fiume, del 1575; su questa pagina, una lista di beni materiali (uova, galline, giornate di fieno, etc.) che devono essere consegnati come pagamento del canone per un contratto di censo

Il censo (dal latino census), o censuo, era un tipo di contratto diffuso soprattutto nel Medioevo e nell'età moderna. Frequentemente utilizzato nella Penisola iberica e in Francia durante l'ancien régime, oggi è per lo più in disuso. 
Con un contratto di censo una persona ("censitario", il debitore) contraeva l'obbligazione di pagare periodicamente ad un'altra persona ("censalista", il creditore) una certa quantità di denaro ("rendita", "canone", nella terminologia antica gli equivalenti "pensione" o "pigione"), come controprestazione per la trasmissione di un capitale mobile (nel "censo consegnativo") o del dominio utile di un bene immobile (per esempio nel "censo enfiteutico"). In altri casi, il contratto di censo poteva prevedere che il creditore "censalista" trasferisse un capitale in denaro al debitore "censitario" e in cambio potesse godere della rendita dei raccolti di un certo terreno per un arco di tempo specifico.
Spesso il debitore "censitario" gravava una sua proprietà della responsabilità del denaro e del capitale, come garanzia del pagamento: normalmente questa proprietà era la casa comprata con il capitale che aveva ricevuto dal creditore "censalista"; il contratto di censo era quindi paragonabile all'attuale mutuo ipotecario, tranne per il fatto che il debitore conservava pieni diritti sull'immobile gravato. Un contratto di questo tipo trasferiva l'utilizzo della terra al "censitario", che pagava le rendite fino a quando la terra in questione non tornava nella disponibilità del proprietario "censalista". Se il censo era "redimibile", il debitore "censitario" poteva liberarsi dal censo mediante la restituzione dell'intero capitale che aveva ricevuto: in questo modo il censo veniva estinto. 
In alcuni contratti di censo il tasso di interesse era chiaramente dichiarato, in altri non lo si indicava esplicitamente. L'interesse veniva riconosciuto come compensazione per un utilizzo alternativo del capitale. La locuzione latina lucrum cessans ("un introito che viene meno") faceva riferimento a quel rendimento che poteva essere guadagnato su una somma di denaro che si sarebbe potuta investire in modi differenti: tale concetto giustificava la presenza di un equo tasso di interesse come compensazione del prestito, considerato perciò non usurario. I contratti di censo medioevali fornivano quindi un modello chiaro per il carico di interessi equi su un capitale concesso in prestito.
Normalmente le legislazioni esigevano (ed esigono tuttora in quei contesti in cui questo tipo di contratto è ancora previsto) una scrittura pubblica per la costituzione di un censo. La rendita censuale era inalienabile ed era tassata come reddito da bene immobile; l'imposizione era proporzionale, secondo una certa aliquota, alla rendita stessa e al valore originario del bene.
Dal sistema feudale dell'Europa occidentale il contratto di censo venne introdotto anche nelle colonie latinoamericane ed è tuttora contemplato dalla codificazione civile di diversi Paesi ispanoamericani. 

## Terminologia

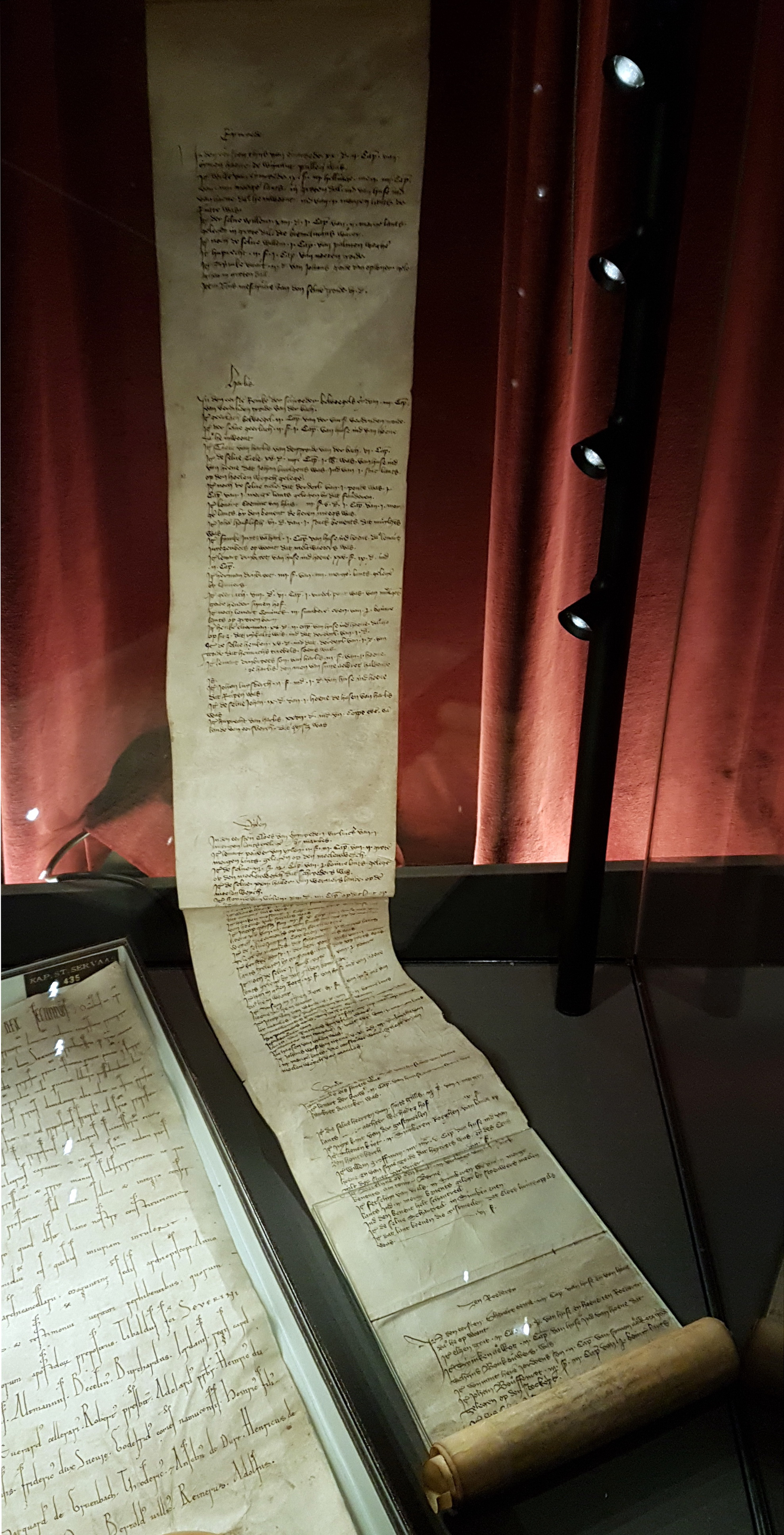
Rotolo dei censi del XIV secolo della corte di Einrade a Holset (Limburgo)

La parola "censo" era riferita sia al contratto, sia al diritto reale che ne sorgeva, sia alla rendita che veniva pagata in denaro liquido o in natura.
La parola francese censive (in italiano "censiva") era utilizzata in riferimento sia alla proprietà fondiaria ("possedere/acquistare una censive"), sia alla rendita ("pagare la censive", quindi come sinonimo di cens), sia al tipo di possesso dei terreni ("un fondo tenuto in censive", quindi non in feudo né in allodio).
Si parlava di "censo riservativo" nei casi in cui il "censalista", alienando un proprio fondo, anziché incassare il prezzo hic et nunc, si "riservava" il diritto di riscuotere dal "censitario" una prestazione economica annua e perpetua; questa prestazione gravava il fondo come onere reale ed era dovuta anche dai terzi subacquirenti (quando il censitario poteva liberamente disporre del fondo, vendendolo o trasmettendolo in eredità). Si distingueva tra "censo servile", che non poteva essere venduto o ereditato, e "censo libero", che poteva essere venduto: si suppone che il primo tipo abbia avuto origine da una proprietà allodiale che veniva sottoposta alla protezione di un "signorotto" feudale, mentre il secondo potrebbe essere stato una terra concessa da un "signore" a un uomo senza averi.

## Censo e debito pubblico
Il contratto di censo era spesso utilizzato come forma di debito pubblico, tanto che nel Medioevo e nell'età moderna veniva chiamata "censo" anche la rendita dei denari prestati volontariamente a una città o a una signoria, e anche lo stesso debito pubblico. Il debitore "censitario", in questo caso, era il monarca oppure la città (in Italia settentrionale e centrale spesso governata dal comune), mentre il creditore "censalista" era un privato cittadino, una corporazione o un'altra persona giuridica: in cambio del capitale che "consegnava" all'ente pubblico (si trattava quindi di "censo consegnativo"), il creditore riceveva una rendita periodica con un interesse.
Già agli inizi dell'XI secolo la finanza, sia delle città sia dei regnanti, si basava sulla monetizzazione di introiti feudali (affitti, raccolti agricoli, pedaggi, tasse, tariffe marittime, diritti di sfruttamento minerario e le tradizionali corvée lavorative): questo sistema finanziario permetteva ai signori feudali e a città e repubbliche bisognose di liquidità di contrarre dei prestiti, e agli investitori di ottenere profitti. Per esempio, la nascita dei moderni titoli obbligazionari e quindi di un vero e proprio mercato finanziario nella Repubblica di Venezia medievale può essere ricondotta alla tradizione dei contratti di censo:
Un altro caso tipico è quello dell'ordine cavalleresco dei Templari: nonostante il contratto di censo esistesse ben prima della fondazione dei Templari, esso permise all'ordine – come a qualunque altro intraprendente soggetto intenzionato a concedere prestiti – di mettere a frutto il capitale di cui disponeva, accumulato grazie alle donazioni in vista dell'organizzazione di una crociata. Nel corso del XII secolo, perciò, l'ordine dei Templari arrivò a possedere migliaia di proprietà e a stabilire una elaborata rete di contratti, diventando la maggiore forza economica del continente europeo. Quando questo sistema internazionale di depositi e pagamenti, messo in piedi dai Templari, venne distrutto da parte dei re di Francia, «la divisione degli asset dei Templari, le confische o riassegnazioni delle loro proprietà e dei contratti di censo fu probabilmente un toccasana per i sovrani europei bisognosi di fondi liquidi. La caduta dell'Ordine lasciò un vuoto istituzionale che in una fase successiva sarebbe stato colmato dai banchieri italiani».
Tra i secoli XII e XIII tutta una nuova classe sociale sorse in Italia e nei Paesi Bassi arricchendosi grazie a diritti derivanti da censi; specialmente nei Paesi Bassi, in alcuni periodi, questi contratti di censo divennero anche una delle principali fonti di finanzamento pubblico.

## Francia

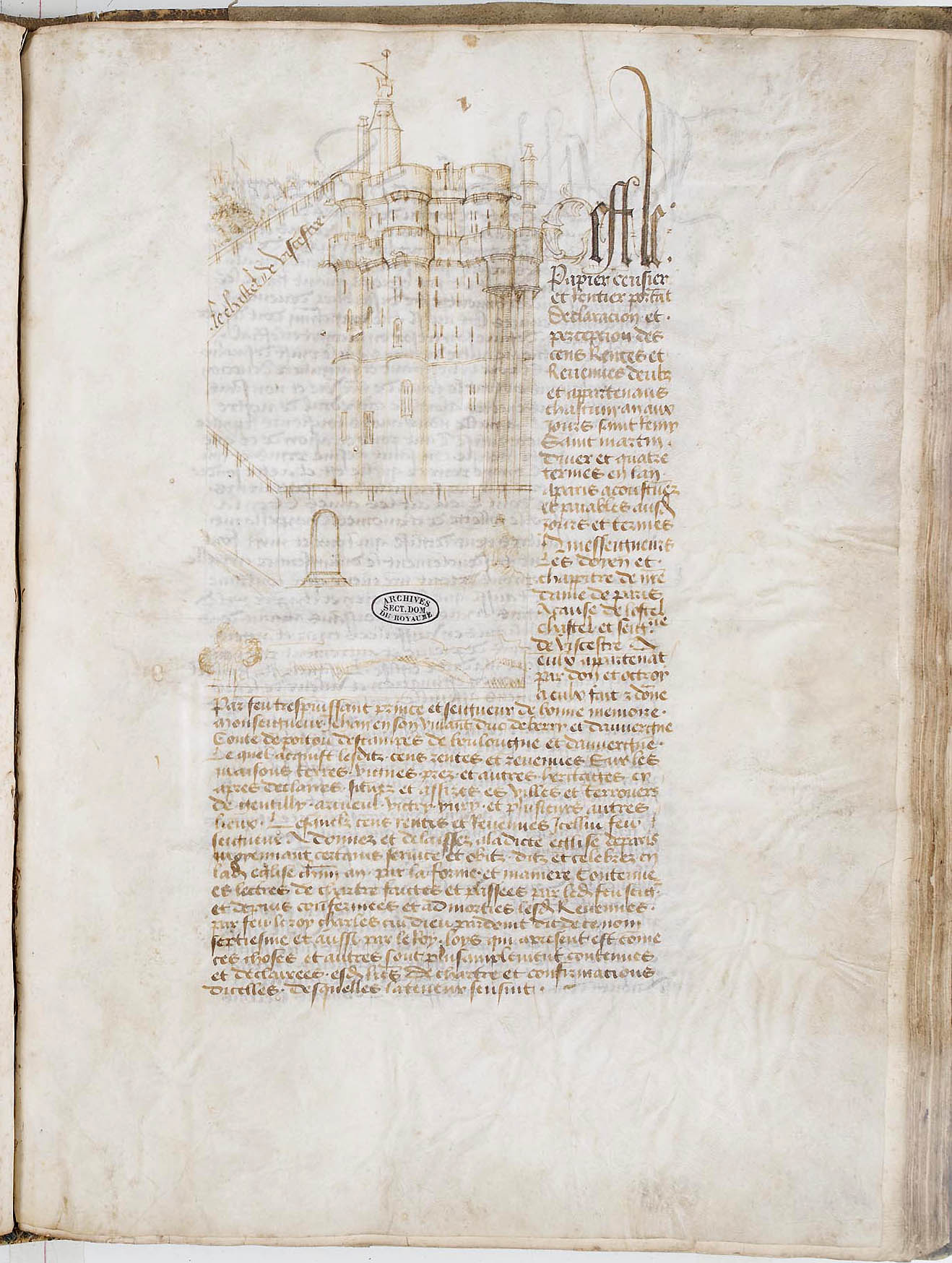
Registro dei censi ("papier censier et rentier") da pagare al capitolo della Cattedrale di Notre-Dame di Parigi, 1474. Il folio qui riprodotto registra i contratti di censo in vigore nel territorio del castello di Bicêtre (Archivi nazionali francesi).

Il cens era la rendita annua, fondiaria e perpetua, dovuta da colui che aveva il dominio utile di un fondo, chiamato censive, a colui che ne possedeva il dominio eminente: il debitore "censitario" aveva quindi l'usufrutto (dominio utile) di un terreno e in cambio pagava un canone, mentre il creditore "censalista" rimaneva proprietario della terra. Il "censitario" era generalmente un non-nobile (roturier), ma poteva anche essere un nobile o un ecclesiastico: egli era responsabile della terra e diventava proprietario dei suoi prodotti; colui che incassava un cens, invece, era sempre considerato come un nobile.
La censive era quindi un fondo che un signore feudale concedeva contro il pagamento di una specie di tassa perpetua: questa proprietà fondiaria poteva consistere in un terreno, un appezzamento con costruzioni in una città, un mulino o un traghetto su un fiume, una strada a pedaggio, dei capi di bestiame con diritto al pascolo, ma anche una proprietà importante come un priorato; in questo modo il signore "censalista" "vendeva" il dominio utile al "censitario". Questi diritti potevano passare agli eredi del "censitario", che a loro volta, congiuntamente e solidalmente, avrebbero dovuto continuare a pagare il cens.
In virtù di questo contratto, il "censitario" riconosceva un rapporto di soggezione feudale nei confronti del proprietario del fondo; ricevendo la rendita, dal canto suo, il "signore eminente" ("censalista") si impegnava ad assicurare al "censitario" agricoltore un possesso giusto e pacifico.
Le censive potevano essere affittate, sia dal signore "censalista", che le convertiva così in rendite annuali, sia dai "censitari", seguendo le usanze del luogo o città. Esse erano puramente fondiarie: la concessione si riferiva solo al terreno nudo e gli edifici e i miglioramenti erano realizzati dai "censitari" agricoltori ("fattori"). Anche nelle città medievali, il signore della città concedeva - con un contratto di censo - una parcella di terra su cui un cittadino edificava la propria casa.
L'ammontare della rendita era immutabile e non poteva essere negoziato tra chi godeva del "dominio utile" e il "proprietario eminente": generalmente pagato in natura, si supponeva fosse stato fissato da tempo immemorabile tra i predecessori del "censitario" e il primo "signore" del fondo. Anche quando essa veniva espressa in una somma di denaro stabilita, il "censitario" popolano (roturier) aveva sempre la possibilità di pagare in natura.
Per alcuni aspetti, il censo francese d'Ancien régime è più paragonabile ad una tassa locale piuttosto che ad un affitto: corrispondeva in maniera specifica, infatti, all'amministrazione della giustizia e della sicurezza che un signore feudale (o una città sovrana) garantiva ai suoi abitanti. Il censo costituiva così la rendita nobiliare per eccellenza. Altre imposte, quali corvée, taglia o decime, finanziavano gli altri "servizi pubblici", come la manutenzione dei sentieri e strade della signoria, o la chiesa nella parrocchia.

## Regni della Penisola Iberica e America latina
Nei regni di Castiglia, Navarra e Portogallo e nei territori afferenti alla Corona d'Aragona esistevano diversi tipi di "censo": "consignativo", "reservativo" o "vitalizio". Le forme più utilizzate erano quelle del tipo rimborsabile "consignativo", che consisteva nell'acquisizione di un capitale sotto la garanzia di un immobile o di un edificio, soggetto al gravame di una rendita annua. Il "censitario" (il debitore che aveva richiesto e ottenuto il prestito) conservava il pieno diritto sulla sua proprietà e la poteva vendere, o comunque alienare, se l'acquirente accettava il censo gravante e le obbligazioni che ne derivavano; il "censalista" (il creditore che aveva concesso il censo) doveva dare l'autorizzazione per una eventuale vendita. La proprietà soggetta al censo non poteva però essere mai divisa in porzioni. Ricorrevano al censo non soltanto i privati cittadini, ma anche le università, i baroni (che gravavano i loro vassalli e le loro rendite) e la stessa Generalità di Catalogna.
Generalmente i contratti di censo venivano mantenuti in vigore per un lungo periodo. In effetti, non c'era un particolare interesse a riscattare un censo perché, una volta che il capitale fosse tornato libero, si doveva cercare un nuovo investimento e ciò poteva anche presentare benefici inferiori addirittura comportare delle perdite: come sempre, non si possono aumentare i profitti per mezzo di investimenti che possono dare maggiore redditività senza perdere in sicurezza. D'altra parte, i contadini si trovavano spesso in difficoltà economiche e difficilmente avrebbero potuto liquidare il censo.
Particolarmente diffuso nei Paesi catalani, in particolare a Maiorca, era il censo "irredimibile", o "censo morto" (censal mort), in cui l'acquirente versava al venditore una somma di denaro in cambio della rendita perpetua di un bene fondiario, che restando di proprietà del venditore fungeva anche da garanzia sul prestito.
Anche se il denaro conferito nel censo era generalmente molto inferiore al valore di mercato della proprietà, se il "censalista" smetteva di percepire la rendita per un certo periodo poteva richiedere al "censitario" il principal (l'intero ammontare) e in questo caso il bene soggetto a gravame tornava ad appartenere al "censalista" stesso. È stato in questo modo che molte proprietà urbane e rurali passarono in mano ad enti ecclesiastici, perché la Chiesa cattolica e le sue organizzazioni (ordini religiosi, parrocchie, diocesi) ricorrevano spesso a questi censi rimborsabili come forme di investimento del capitale.
La regolamentazione dei contratti di censo doveva rispettare anche le norme e le raccomandazioni del diritto canonico, che proibiva l'usura, e in effetti - dati i bassi tassi d'interesse - essi non vennero mai considerati come forme di usura. Il tasso di interesse della rendita sui terreni sottoposti a censo era piuttosto bassa: nel XVI secolo era poco più di 7%, nel XVII venne ridotta al 5%, all'inizio del XVIII era solo del 3%, sempre in ottemperanza con quando stabilito dalle "prammatiche" reali.
Altra forma di contratto utilizzata, sebbene in misura minore, era il cosiddetto "censo reservativo", che a sua volta poteva essere perpetuo o rimborsabile. Non era in realtà qualcosa di diverso da una forma di vendita garantita sotto condizione e pendenza del pagamento della somma che aveva dato il valore alla proprietà venduta. Così, il contraente venditore trasferiva ad un altro la proprietà fruttifera con pieno godimento della stessa, riservandosi solo il diritto a percepire interessi certi annui o una pensione annua, mentre l'acquirente finiva per pagare il pieno valore della proprietà tassata.
Il contratto di censo poteva essere utilizzato anche come forma di vendita o trasferimento del dominio utile di una proprietà e del diritto di sfruttamento della stessa. Questo tipo di censo veniva chiamato  censo reservativo, enfitéutico o perpetuo a seconda delle zone e la sua rendita, normalmente poco elevata, veniva pagata in contanti o in natura. Il censo enfiteutico è la figura tipica del diritto catalano medievale in ambito di urbanizzazione: un signore aveva la proprietà della terra (dominio diretto) e poteva cederne i diritti d'uso (dominio utile) a un cittadino che si costruiva una casa; in cambio dei diritti d'uso l'enfiteuta pagava un censo (spesso simbolico) e si impegnava a migliorare quello spazio (cioè ci costruiva sopra uno o più edifici). Questi contratti erano perpetui o di lunga durata. L'enfiteuta ("censitario") poteva trasmettere in eredità i suoi diritti o anche venderli, con la licenza del proprietario della terra e cedendo a lui una parte del prezzo (laudemio, in catalano lluisme), generalmente tra il 10% e il 33% del prezzo di vendita.
Il contratto di censo era anche una forma di credito: una certa somma in denaro (il principal) veniva prestata a un certo interesse (7%, 5% o 3% lungo i secoli), con la garanzia di un'ipoteca su una o più proprietà di beni mobili o immobili. Questa formula veniva chiamata censo consignativo o censo al quitar, perché il debito veniva ripagato quando era "assolto" (quitado, appunto) l'importo del prestito originario.
Il censo veniva utilizzato anche come una forma di pagamento differito della dote che le famiglie di una ragazza pagavano ad un monastero che la accoglieva come monaca; al contrario, gli ordini monastici maschili ricevevano rendite da contratti di censo perché i benefattori del monastero spesso lasciavano, per mezzo di tali contratti, numerose offerte per la celebrazione di messe o come legati di opere pie.
Il contratto di censo si diffuse soprattutto nelle regioni e nei periodi in cui il capitale per finanziare investimenti era scarso, come in America latina, un territorio che durante il periodo coloniale subì un elevato prelievo di risorse e una conseguente penuria di denaro contante.

### Sopravvivenza di obbligazioni legati al censo feudale
Il censo, come rendita feudale pagata in contanti o in natura, elemento tipico di alcune regioni della Penisola iberica, conobbe un progressivo declino in età moderna e oggi è chiaramente in disuso.
Tuttavia, esso può ancora mantenere la sua efficacia in alcuni casi, come nel caso del "diritto reale di censo", conosciuto anche come "censo riservativo", in Catalogna, dove si stima che ci siano ancora tra i 1.500 e 2.000 "censalisti" che possono vantare diritti sui terreni. Nella provincia di Barcellona, nel 2007 sono stati pagati per la redenzione di censi più di 27 milioni di euro, e circa 2 milioni di euro per rendite legate a contratti di censo stipulati secoli fa. Un diritto reale, infatti, potrebbe tuttora gravare su un bene immobile per garantire il pagamento dei canoni o degli interessi che deve effettuare colui che ne ha il godimento, in ragione del fatto che sia stato riconosciuto a un'altra persona un capitale in perpetuo o per un tempo indefinito contro la corresponsione di rendite: ciò dà diritto al "censalista" (il titolare del diritto derivante dal censo) di rivalersi, per esempio, su una masia qualora il "censitario" non pagasse i canoni rivendicati.